# Kinas historia
Kinas historia är över 3 000 år lång då de äldsta skriftliga källorna är från 1200-talet f.Kr.
De första spåren av en jordbruksbaserad kultur (Yangshaokulturen) dateras till cirka 6000 f.Kr.  Runt 3000 f.Kr. hade man gått över till bronsålder där framförallt Sanxingduikulturen och Longshankulturen bör nämnas. Dessa kulturer var hövdingastyrda stamsamhällen, och det var tidigast någon gång runt 2200 f.Kr. som det första kungadömet upprättades i form av Xiadynastin, en mytologisk dynasti vars existens inte är vetenskapligt bevisad.
Shangdynastin (cirka 1600–1000 f.Kr.) var tills relativt nyligen även den ansedd som rent mytisk tills en av dess huvudstäder grävdes ut och man fann ett arkiv, varvid uppgifter i senare skriftliga källor kunde bekräftas. Shangdynastins härskare var på många sätt lik de egyptiska faraonerna; han sågs som en levande gud som var absolut härskare över både världsliga och andliga frågor.
Efter Shangdynastins fall upprättades 1040 f.Kr. Zhoudynastin, det första fullt utvecklade feodalsystemet i Kinas historia. I och med Zhou infördes begreppet "Himlens mandat" (天命 tīanmìng) som det som legitimerade den härskande monarkens styre. Härskaren var inte längre en gud i sig själv, som under Shang, utan som en "Himlens son" (天子 tīanzi) som styrde med den mer abstrakta "Himlens" tillåtelse. Detta kom genom Kinas historia att utnyttjas av såväl sittande härskare som upprorsmän för att antingen upprätthålla eller störta det styre som förespråkades.
Konceptet om ett Kina som ett enat rike uppstod däremot inte förrän 221 f.Kr. då kejsaren av Qin tog makten genom att med militära medel krossa allt motstånd och ena Kina under en kejsare. Den resulterande Qindynastin blev mycket kortlivad och splittrades efter kejsaren Qin Shi Huangs död 210 f.Kr. Arvet kejsaren av Qin lämnade efter sig var mycket påtagligt. Idén om ett enat Kina i form av ett kejsardöme hade slagit rot i det kinesiska medvetandet.
Under 2000 år varvades perioder av splittring och decentralisering med upprättandet av nya kejsardynastier (vanligen efter en invasion norrifrån) med centralisering och många blomstringsperioder inom kultur, vetenskap och jordbruk. Inte förrän 1912, då den moderna Republiken Kina grundades upphörde den sista kejsardynastins (Qingdynastin) formella makt över Kina.

## Förhistorisk tid
Huvudartikel: Kinas förhistoria
Det som idag är Kina har bebotts i åtskilliga hundra tusen år. De tidigaste lämningarna av förhistoriska människor (Pekingmänniskan) som hittats är från cirka 400 000 år sedan. Tidig Homo sapiens kom till området för cirka 200 000 år sedan och nutida människor (Homo sapiens sapiens) har bebott området i cirka 50 000 år.
Under förhistorisk tid, från ca 2850 f.Kr. till 2200 f.Kr., skall enligt kinesisk mytologi "Tre härskare och fem kejsare" varit verksamma och spridit en mängd kulturnyttigheter som eld och lantbruk. Forskning från Sanxingdui i Sichuanprovinsen visar att det antika riket Shu sannolikt var samtida med Tre härskare och fem kejsare.

## Xiadynastin
Huvudartikel: Xiadynastin
Xia är en tidig och mytologisk kejsardynasti, om vilken mycket lite är känt. Dynastin skall ha stigit till makten någon gång mellan 2200 och 1900 f.Kr. och behållit den fram till någon gång mellan 1700 och 1500 f.Kr. 

## Shangdynastin
Huvudartikel: Shangdynastin
Shangdynastin, även kallad Yindynastin, var enligt mytologin den andra kinesiska dynastin, och existerade från cirka 1600 f.Kr. till 1040 f.Kr. Från denna tid härstammar de berömda orakelbenen, vilka bekräftar uppgifter i senare källor. Enligt legenden grundades dynastin av en rebelledare som avsatte den sista kejsaren av Xiadynastin. Samhället baserades på jordbruk med stöd av jakt och boskapsskötsel. Huvudstaden flyttades sex gånger under Shangdynastin.
Under denna period fanns ett komplett skriftsystem och användandet av brons och keramik utvecklades. Astronomin tog flera steg framåt, bland annat upptäcktes Mars och flera kometer. Den sista kejsaren av dynastin, Shang Zhou, begick självmord när hans armé besegrades av skaror från Zhou.

## Zhoudynastin
Huvudartikel: Zhoudynastin
Zhoudynastin var den tredje kinesiska dynastin som existerade från 1040 f.Kr. Samhället var ett feodalsamhälle där jorden ägdes av en adelsklass. Under den senare delen av denna period, uppdelad i Vår- och höstperioden (770–403 f.Kr.) och De stridande staternas period (403–221 f.Kr.), var dock dynastins makt kraftigt inskränkt på bekostnad av lokala härskare.

## Qindynastin: Det första kejsardömet
Huvudartikel: Qindynastin
Under den korta Qindynastin skapades kejsardömet Kina av Ying Zheng som krönte sig till kejsare som Qin Shi Huangdi. Dynastin existerade från 221 f.Kr. till 207 f.Kr. Under denna period började den kinesiska muren byggas och en standardisering av språket och måttsystemet genomfördes. Man tror att den västerländska benämningen på Kina kommer av namnet Qin (kineserna kallar sitt land mittens rike).

## Handynastin
Huvudartikel: Handynastin
Handynastin var en av Kinas längsta och mäktigaste dynastier som med undantag av Wang Mangs interregnum (9–23 e.Kr.) hade makten i fyra sekler. Denna dynasti har gett namn till hankineserna, det vill säga den folkgrupp som utgör majoriteten av befolkningen i dagens Kina. Under perioden gjordes viktiga framsteg inom konst och vetenskap och konfucianismen blev en statsideologi som kom att genomsyra hela samhället.

## De tre kungadömena
Huvudartikel: De tre kungadömena
Efter Handynastins fall rådde oreda och olika krigsherrar slogs mot varandra. Så småningom framträdde tre kungadömen: Wei i norr, Shu Han i sydväst och Wu i söder. Dessa tre riken föll sedan ett efter ett. Perioden var en tid av krig och stagnation och brukar räknas som Kinas mörka medeltid och ledde till en kraftig befolkningsminskning.

## Jindynastin
Huvudartikel: Jindynastin
Jindynastin skapades av en krigsherre från Wei som först erövrade Shu Han och därefter tog makten som kejsare över de båda rikena. Det tredje riket, Wu, erövrades år 280. Efter anfall från nomadfolken i norr år 317 tvingades dynastin att fly, vilket i praktiken ändade dess status som kejsarmakt.

## De Södra och Norra dynastierna
Huvudartikel: De Södra och Norra dynastierna
De Norra och Södra dynastiernas period var en tid av inbördeskrig mellan dynastier i norr och söder. Under denna tid inträdde Buddhismen i området och vidare uppfanns bland annat krutet och skottkärran.

## Suidynastin
Huvudartikel: Suidynastin
Suidynastin var en kort och hårdför period som enade norra och södra Kina igen efter många års oroligheter. Flera ekonomiska framsteg och reformer gjordes, liksom infrastrukturprojekt som bygget av den stora Kejsarkanalen och utökning av den Kinesiska muren. Huvudstäderna Xi'an och Luoyang byggdes om från grunden. Dock gick Suidynastin under efter en period av inre slitningar och ett misslyckat fälttåg mot Korea.

## Tangdynastin
Huvudartikel: Tangdynastin
Tangdynastin var en av de mäktigaste dynastierna och under första delen av denna period blomstrade Kina på alla sätt. År 751 led Tangkina dock ett nederlag mot araberna och förlorade kontrollen över stora områden i väster, inkluderande många rika städer längs sidenvägen. År 755 gjorde guvernören An Lushan uppror mot staten, och dessa två händelser blev början till slutet för Tang.

## Songdynastin: Guldåldern
Huvudartikel: Songdynastin
Då Tang fallit följde en tid av inbördeskrig vilket följdes av Songdynastin. Under denna tid rådde konstant hot från folkslag och riken runt om Kina, framför allt från nomadfolken i de norra delarna. Detta kulminerade i mongolernas erövring av hela Kina.

## Yuandynastin: Mongolerna
Huvudartikel: Yuandynastin
Mongolerna började under Djingis khan sin erövring av Kina i början av 1200-talet. Djingis efterträdare Khubilai khan upprättade sin huvudstad i Khanbaliq (dagens Peking) och år 1271 utropade han sig till förste kejsare av Yuandynastin. Dynastin föll till följd av ett uppror.
I den kinesiska högstadiets läroplan tonas mongolernas invasion av Kina ner, och perioden beskrivs mer som ett förenande mellan Mongoliet och Kina, än som en erövring.

## Mingdynastin
Huvudartikel: Mingdynastin
Mingdynastin förde till en början Kinas utveckling framåt, med en blomstringsperiod i början av 1400-talet. Under 1500-talet försvagades Kina av européernas kolonisationer. Portugal, Spanien, Nederländerna och Storbritannien upprättade kolonier i området som minskade Kinas ekonomiska inflytande.

## Qingdynastin: Manchuerna
Huvudartikel: Qingdynastin
Qingdynastin var den sista kejserliga dynastin i Kina. Den grundades av en stam av manchuer från Manchuriet, och störtade Mingdynastin. Under 1700-talet upplevde kejsardömet en ny storhetstid eftersom man lyckades utnyttja de europeiska kolonierna till ekonomisk vinning. Detta ledde dock till opiumkriget mot Storbritannien och flera andra krig som man förlorade.

## Republiken Kina
Huvudartikel: Republiken Kina (1912–1949)
Republiken Kina skapades ur flera stora uppror i slutet av 1800-talet och början av 1900-talet (bland annat boxarupproret) vilket till slut ledde till Xinhairevolutionen år 1911 som skapade Republiken Kina. Efter Första världskriget började det japanska intrånget i Kina. Landet skadades också svårt av inre splittringar mellan kommunister och nationalister.

## Kinesiska inbördeskriget
Huvudartikel: Kinesiska inbördeskriget
Kampen mellan kommunister under Mao Tse Tung och nationalister (Guomindangpartiet) under Chiang Kai-shek avgjordes i inbördeskriget till kommunisternas fördel, vilket ledde till utropandet av Folkrepubliken Kina 1949. Chiang tog sin tillflykt till Taiwan där han fortsatte sitt anspråk på att vara Kinas legitime härskare och ända fram till 1971 så var det Chiangs regering som representerade Kina i FN.

## Folkrepubliken Kinas historia
Mao Tse Tung tog makten i den nya Folkrepubliken som byggdes om till ett kommunistiskt samhälle. Den kommunistiska regeringen samarbetade till en början med Sovjetunionen, men bröt efter Stalins död år 1953 med ryssarna, och utvecklade en egen kommunistisk maktsfär, inspirerad av den kinesiska, maoistiska formen av kommunism. Efter Mao Tse Tung död år 1976 urvattnades den ideologiska renlärigheten, och på 1980-talet genomfördes stora liberaliseringar av ekonomin, vilket på senare år har gjort den kinesiska tillväxten i ekonomin i en internationell jämförelse är mycket hög. Det kinesiska kommunistpartiet håller ännu ett säkert politiskt grepp över landet.

### Xi Jinping vid makten sedan 2013
President Xi Jinping har tagit ett allt starkare grepp om makten i Kina. Kommunistpartiets kontroll över samhället och militären har stärkts och förtrycket har ökat med skärpt censur och gripanden av oliktänkande och människorättsadvokater. Efter att gränsen på två mandatperioder slopats för presidentposten har Xi befäst sin position som den mäktigaste kinesiske ledaren sedan Mao Zedong.